# Българска картографска асоциация
Българската картографска асоциация е учредена на 8 април 2011 г. в София от 40 български картографи и специалисти в картографската област.

## История
Учредяването на асоциацията се подкрепя от Агенцията по геодезия, картография и кадастър, Асоциацията по гео-пространствена информация за Югоизточна Европа, много частни картографски и ГИС фирми, Националния институт по геофизика, геодезия и география при БАН, Сдружението на преподавателите по история в България, Софийски университет „Св. Климент Охридски“, Университет по архитектура, строителство и геодезия, Центъра за аерокосмическо наблюдение към МВР, Центъра за национална сигурност и отбрана при БАН, Института по информационни и комуникационни технологии при БАН.
На 8 юли 2011 г. в Париж асоциацията е избрана за национален представител на България в Международната картографска асоциация.

## Цели
Асоциацията има за цел:
- да обедини и легитимира своите членове пред обществото и държавната и общинска администрация
- да представлява и защитава интересите на своите членове пред държавната администрация и да осигурява подкрепа за дейността им
- да предлага промени в законодателството, относно картографски дейности
- да събира и разпространява информация, относно развитието на картографските дейности в България
- да пропагандира и разпространява информация, относно международни картографски дейности
- да стимулира развитието на млади картографи
- да участва в и да организира национални и международни прояви и конференции
- да организира мрежа от институции, които да взимат общи решения за развитието на картографията в България
- да представлява българската картографска общност пред международните организации[1]

## Структура и управление

### Управителен съвет

#### Председател на Управителен съвет
- Теменужка Бандрова, ръководител на Лаборатория по картография, Университет по архитектура, строителство и геодезия

#### Заместник-председатели на Управителен съвет
- Румяна Вацева, Националния институт по геофизика, геодезия и география при БАН
- Георги Гладков, директор Дирекция „Пространствени данни“, Министерство на транспорта, информационните технологии и съобщенията

#### Членове на Управителен съвет
- Ангел Ангелов, управител „Геодетект“ ЕООД
- Евгения Караджова, управител, ЕСРИ България
- Петър Пенев, Университет по архитектура, строителство и геодезия

#### Секретар на Управителен съвет
- Силвия Маринова, Университет по архитектура, строителство и геодезия

### Контролен съвет
- Венета Коцева, Лесотехнически университет
- Георги Железов, Националния институт по геофизика, геодезия и география при БАН
- Ирина Салчева, „Географска информационна система“ ЕООД